# Comuna Cuzmin, Stînga Nistrului
Comuna Cuzmin este o comună din Unitățile Administrativ-Teritoriale din Stînga Nistrului, Republica Moldova. Este formată din satele Cuzmin (sat-reședință) și Voitovca.
Conform recensământului din anul 2004, populația localității era de 1.054 locuitori, dintre care 88 (8.34%) moldoveni (români), 929 (88.14%) ucraineni si 30 (2.84%) ruși.